# ميغ تيرني
ميغ تيرني (بالإنجليزية: Meg Turney) هي يوتيوبية وكاتبة سيناريو وعارضة وممثلة أمريكية، ولدت في 12 مارس 1987 في أوستن في الولايات المتحدة.

## وصلات خارجية
- ميغ تيرني على موقع IMDb (الإنجليزية)